# Willard Libby
Willard Frank Libby (Grand Valley, Estados Unidos, 17 de diciembre de 1908 - Los Ángeles, 8 de septiembre de 1980) fue un químico y profesor universitario estadounidense galardonado con el Premio Nobel de Química del año 1960 «por el desarrollo del método carbono 14 para el análisis temporal».

## Biografía
Realizó su educación primaria la zona de Sebastopol, California, entre 1913 y 1926. Estudió química en la Universidad de California en Berkeley, donde se licenció en 1931, doctoró en 1933 e inició su tarea docente. Posteriormente se trasladó a la Universidad de California en Berkeley donde permaneció durante 10 años, tras los cuales obtuvo una beca de la Guggenheim Memorial Foundation con la que trabajó en la Universidad de Princeton, hasta que, en diciembre de 1941, tuvo que interrumpir su beca durante la Segunda Guerra Mundial, ya que fue llamado a colaborar en el proyecto Manhattan en la Universidad de Columbia
En 1943 fue nombrado profesor de química en la Universidad de Chicago, donde permaneció hasta su nombramiento por el presidente Dwight D. Eisenhower en 1954 como miembro de la Comisión de Energía Atómica de los Estados Unidos de Estados Unidos. En 1959 renunció a dicho cargo para volver a enseñar química como profesor en la Universidad de California en Los Ángeles, aunque entre 1960 y 1962 continuó siendo miembro del comité consultivo general de la AEC (Comisión de Energía Atómica de los Estados Unidos), puesto al que también renunció en 1962 al ser nombrado director del Instituto de geofísica y física planetaria.

## Investigaciones científicas
Durante la Segunda Guerra Mundial participó activamente en el desarrollo de un procedimiento de separación de los isótopos de uranio que se realizó en la Universidad de Columbia, como fase inicial del conocido Proyecto Manhattan de fabricación de la bomba atómica. Durante su estancia en el Proyecto Manhattan trabajó al lado de Harold Clayton Urey y fue el responsable de la separación y enriquecimiento de los isótopos del uranio-235, los cuales fueron usados en la bomba atómica lanzada sobre la ciudad japonesa de Hiroshima.
Especializado en el estudio de la radiactividad en los tejidos vivos, en 1949 introdujo el cómputo cronológico basado en la radioactividad del carbono-14 contenido en los restos orgánicos la edad de las cuales se trata de determinar y conocido como datación basada en el carbono 14.
En 1960 fue galardonado con el Premio Nobel de Química «por el desarrollo del método carbono 14 para el análisis temporal».

## Reconocimientos
- Premio de la Research Corporation en 1951 por la técnica de datación del carbono radiactivo.
- Medalla Chandler de la Universidad de Columbia en 1954.
- Premio de la American Chemical Society por las aplicaciones nucleares en la química en 1956.
- Medalla Elliott Cresson del Franklin Institute en 1957.
- Medalla de la Chemical Society's Willard Gibbs en 1958.
- Medalla Albert Einstein en 1959.
- Premio Nobel de química en 1960 por sus estudios sobre el carbono-14 natural y su uso para la datación arqueológica, y el tritio natural y sus usos hidrológicos y geofísicos.
- Medalla de la Geological Society of America en 1961.
- En su honor se bautizó al asteroide (5672) Libby descubierto el 6 de marzo de 1986 por Edward Bowell.

## Sociedades científicas
- Entre 1945 y 1952 fue miembro del Comité sénior de evaluadores de la Comisión Atómica de la Energía.
- De 1950 a 1954 fue miembro del Comité general asesor de la Comisión, puesto para el que fue vuelto a designar por el presidente Eisenhower en 1960.
- Miembro del Plowshare Advisory Committee desde 1959.
- Miembro del panel asesor de la Guggenheim Memorial Foundation.
- Investigador asociado al Carnegie Institute of Washington Geophysical Laboratory.
- Desde 1963 fue miembro de la Comisión general científica de la Fundación nacional de ciencias.
- Desde 1960 fue miembro del Panel Editorial del Proceedings of the National Academy of Sciences.
- Desde 1962, miembro del Panel Editorial de Science.
- También fue miembro de la Heidelberg Academy of Sciences, de la Sociedad boliviana de antropología, y miembro extranjero de la Royal Swedish Academy of Sciences.

## Publicaciones
Su libro Radiocarbon Dating, fue publicado por la Universidad de Chicago en 1952, y reeditado en 1955.